# Клініка (фільм)
«Клініка» — радянський художній фільм 1987 року, знятий режисером Рашидом Маліковим на кіностудії «Узбекфільм».

## Сюжет
Хірург Алім Сабіров, побоюючись за життя хворого, пропонує свої послуги Валієвій, протеже завідувача лікарні, яка готується до захисту дисертації. Внаслідок невдалої операції пацієнт помирає. Але Валієва має намір продовжувати кар'єру на хірургічній ниві і просить Сабірова підписати висновок про смерть, що трапилася нібито через серцеву недостатність. Герой висновок не підписує і, більше того, починає рішучу боротьбу із безладом в лікарні.

## У ролях
- Бахтіяр Закіров — Алім
- Шухрат Іргашев — Рустамов
- Айбарчин Бакірова — Камола Ікрамівна Валієва
- Рано Кубаєва — дружина Аліма
- Хамза Умаров — Саїдов
- Таміла Мухамедова — дочка Аліма
- Зухрітдін Режаметов — Бурієв
- Р. Хікматов — епізод
- Ріхсібай Авазов — начальник з облздорову
- А. Султанов — епізод
- Мірзабек Холмедов — Халмедов
- А. Муратова — епізод
- Станіслав Фалько — пацієнт
- Адил Дуланов — епізод
- Закір Мумінов — лікар
- Меліс Абзалов — викладач
- Шухрат Умаров — Шухрат
- Сейдулла Молдаханов — епізод
- Джаміля Садикова — епізод

## Знімальна група
- Режисер — Рашид Маліков
- Сценарист — Рашид Маліков
- Оператор — Ренат Галієв
- Композитор — Ахмад Бакаєв
- Художник — Анатолій Шибаєв